# Biston brevipennata
Biston brevipennata es una especie de polilla de la familia Geometridae. La especie fue descrita por primera vez por Hiroshi Inoue en 1982 y se puede encontrar distribuido en Tíbet y Nepal. El holotipo de la especie fue descrita en los bosques del sector Lete, a poca distancia de Nilgiri, a aproximadamente 2400 metros (7874,0 pies) de altitud.

## Descripción
B. brevipennata pertenece a un grupo de tres especies Biston de China. Se distinguen de otras especies chinas porque el margen exterior del ala anterior es ondulado en vez de recto. El margen del ala posterior, por su parte, sobresale entre M3 y CuA1.: Notas 1  Las líneas posmediales de ambas alas no sobresalen entre M1 y M3 como se ve en otras especies del género. 
Cuenta con manchas terminales marrones presentes en ambas alas. En los extremos de las alas anteriores las manchas se ven a nivel de R5, M1, M3, CuA1 y CuA2, y de las alas posteriores sobre Rs, M1, M3, CuA1 y CuA2.: Notas 1  Otras diferencias que la distinguen Junto a su grupo de especies se encuentran a nivel de la morfología genital.
Al igual que especies de otros grupos chinos, las antenas del macho son bipectinadas, con ramas largas.